# Lago Towada

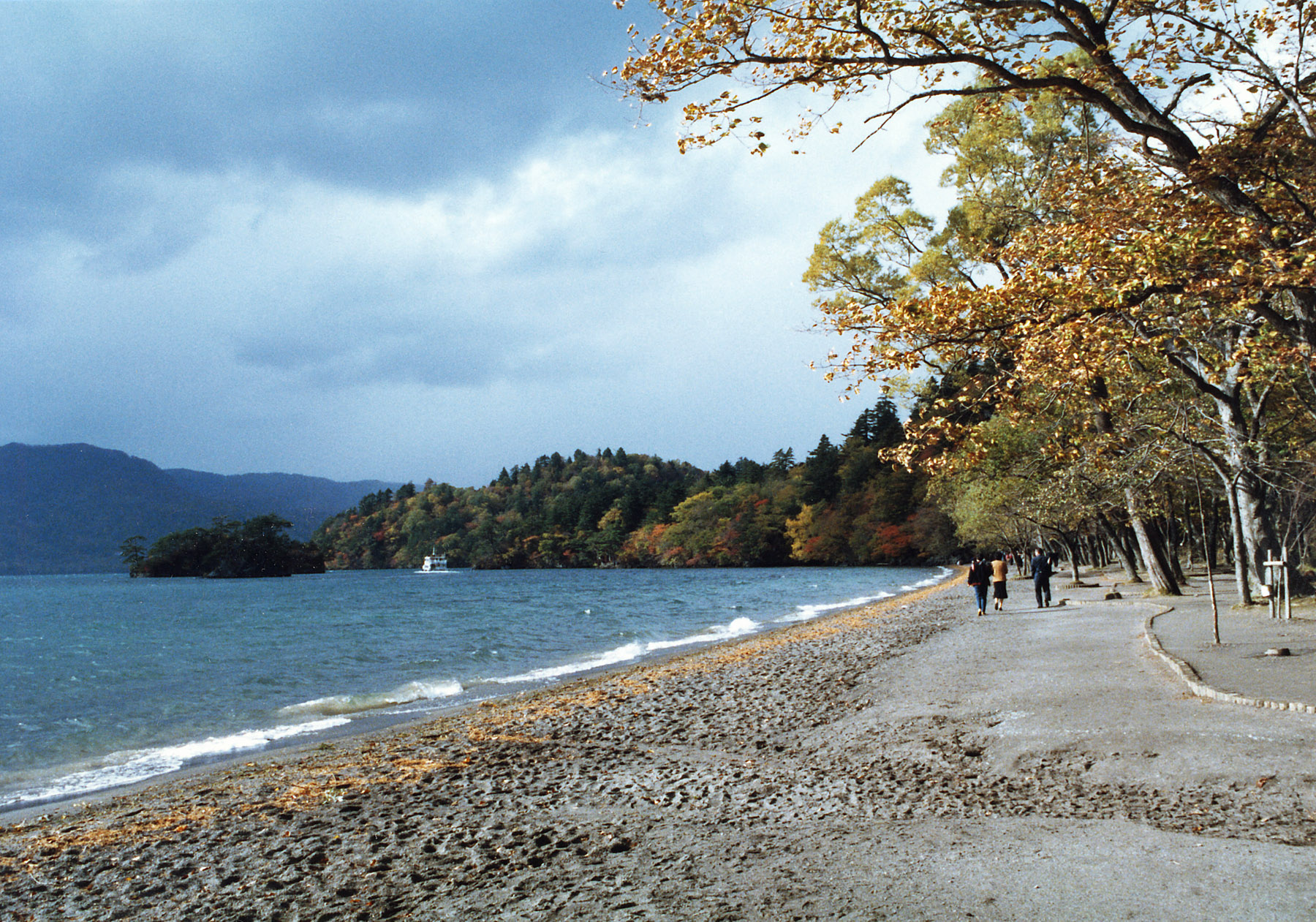
Lago Towada

El lago Towada (十和田湖 Towada-ko?) es el lago de cráter más grande en la isla Honshū, Japón. Se localiza entre la frontera entre Aomori y Akita, y yace alrededor de 400 metros (1800 pies), sobre el nivel del mar y posee una profundidad máxima de 327 metros (1073 pies), razón por la cual posee un color azul claro. Este lago da nacimiento al río Oirase. Posee una superficie total de 61.1 km², lo que lo convierte en el 12º más grande de Japón. El lago posee determinadas semejanzas a un círculo, y tiene dos penínsulas que se extienden desde su costa sur que se ubican a aproximadamente a un tercio del centro del lago.
El lago en cuestión es un destino turístico popular.

## Historia
El lago Towada ocupa la caldera de un volcán activo, donde intensas erupciones volcánicas han ocurrido en tres instancias: hace 50.000, 25.000 y 13.000 años respectivamente. La más reciente de ellas dejó rastros de flujo piroclástico, en zonas tan lejana como la actual ciudad de Aomori. El lago es una doble caldera, en la que una ensanada, localizada entre sus dos penínsulas (llamado el "Nakaumi"), es el remanente de una caldera secundaria que erupcionó y colapso hace aproximadamente 5400 años. La montaña continuó entrando en erupción durante el periodo histórico, siendo la última erupción registrada en el año 915 d. C., que provocó una devastación debido a una alta concentración de flujo piroclástico, que cubrió la mayoría de la región de Tōhoku de Japón con ceniza volcánica, lo que dio paso a la pérdida de cosechas, cambio climático y hambrunas. 
El área que comprende los alrededores del lago Tawada, permaneció inhabitada y fue ocupada por vida salvaje hacia casi el fin del Periodo Edo, cuando el clan Nambu del dominio Morioka, intento proyectos a larga escala de reclamación de tierra en el Sanbongihara (hoy en día, llamado lago Towada), usando el río Oirase para irrigación. En 1903, en gran parte debido a los esfuerzos de Wainai Sadayuki, se introdujeron especímenes de trucha de Princesa. Hoy en día, el lago cuenta con ejemplares de trucha de arco iris, salmón de cereza, carpa, Carassius y anguila japonesa. Los bosques circundantes son templados caducifolios, y están compuestos principalmente por los abedules de Erman y hayas de Siebold
El lago fue seleccionado por periódico Tokyo Nichi Nichi Shimbun y el Osaka Mainichi Shimbun como unas de las ocho visitas escénicas de Japón en 1927. En 1936, el lago y sus áreas circundantes se volvieron parte del Parque nacional de Towada-Hachimantai
En 1953, para popularizar el lago y el parque, una escultura de dos mujeres llamada “La Estatua Virginal” (Otome-no-zo) por Kōtarō Takamura fue ubicada en las costas del lago como parte de la celebración del 15.º aniversario del parque. Esta fue la última obra de tal escultor.
Un avión de guerra Tachikawa Ki-54 del Servicio Aéreo del Ejército Imperial Japonés que se estrelló en 1943 fue encontrado en el fondo del lago Towada el 13 de agosto de 2010. Fue recuperado el 5 de septiembre de 2012 y se ha puesto en exhibición.

## Actividades
La estatua Otome-no-zo, localizada en el área central de Yasumiya es el símbolo del lago, De allí barcas de excursión llegan y parten. En Utarube los visitantes pueden optar por el uso de canoas o el uso de espacios para acampar.